# Alejandro Nones
Alejandro Nones  (Venezuela, 1975. december 9.–) venezuelai születésű mexikói színész, modell.

## Élete
Alejandro Nones 1974 januárjában született Venezuelában. 2007-ben szerepet kapott a Lola, érase una vezben. 2010-ben Paulo szerepét játszotta a Teresa című sorozatban. 2012-ben megkapta Patricio Chavero szerepét a Könnyek királynője című telenovellában.

## Filmográfia

### Telenovellák
- Szeretned kell! (Pasión y poder) (2015-2016) .... Erick Montenegro
- Könnyek királynője (Corona de lágrimas) (2012-2013) .... Patricio Chavero
- Amorcito corazón (2011-2012) .... Rubén
- Teresa (2010-2011) .... Paulo Castellanos de Alba
- Zacatillo un lugar en tu corazón (2010) .... Julio
- Palabra de mujer (2007-2008) .... Octavio Longoria
- Lola, érase una vez (2007-2008) .... Waldo López

### Sorozatok
- Los simuladores (2009)
- RBD: la familia (2007) .... Erik

### Filmek
- Lo que podíamos ser (2012)
- Me importas tú y tú (2009) .... Ismael
- En la oscuridad (2008)
- Así del precipicio (2006) .... Mathias

### Színház
- Amanecí como con ganas de morirme  (2010)

## Díjak és jelölések

### People en Español-díj
| Év   | Kategória                 | Cím    | Eredmény |
| ---- | ------------------------- | ------ | -------- |
| 2011 | Legjobb férfi felfedezett | Teresa | Jelölés  |